# Deveti krug (1960.)
Deveti krug je hrvatska drama o holokaustu slovenskoga redatelja France Štiglica, nastala u produkciji Jadran filma s hrvatskim glumcima i na hrvatskim lokacijama, kao dio uobičajene prakse gostovanja redatelja u drugim republikama Jugoslavije. 
Film obrađuje sudbine dvoje adolescenata, Hrvata Ive Vojnovića i hrvatske Židovke Ruth Alkalaj. Za potrebe filma lokacija doma obitelji Vojnović je bila u Radićevoj 30, a sekvencija u kojoj Ivo traži Ruth snimana je na Vlaškoj ulici.
Na Pulskom festivalu osvojio je Veliku zlatnu arenu za najbolji film i Zlatne arene za scenarij (Zora Dirnbach), žensku ulogu (Dušica Žegerac), sporednu ulogu (Branko Tatić), kameru (Ivan Marinček) i glazbu (Branimir Sakač), te nagradu publike Jelen. Predložen je za Oscara za film na stranome jeziku.
Restaurirani film uvršten je 2020. godine u program Cannes Classics Filmskoga festivala u Cannesu.

## Radnja
Drugi svjetski rat je i Zagreb je pod nacističkom okupacijom, a građani sve više trpe pod brutalnom diktaturom ustaša. Neugodnu situaciju osjeća i jedna zagrebačka obitelj jer štiti mladu židovsku djevojku Ruth koja provodi puno vremena u njihovom domu, igrajući bezbrižno monopoly s njihovim sinom Ivom. Budući da progoni Židova postaju sve intenzivniji, obitelj odluči nagovoriti Ivu da oženi Ruth jer bi njihov lažni brak osigurao njezin spas, jer je tada na snazi bio zakon da se ne progone članovi obitelji Hrvata.
Ivo je isprva ljut i sve mu se to čini prevelikim ustupkom jer s jedne strane već ima djevojku a s druge smatra da je još premlad za to, te se stoga protivi svojem ocu. Ipak, odluči prihvatiti. Na fakultetu mu se prijatelji rugaju što tako žuri u brak. Ruth primjećuje da mu stvara previše nevolja te stoga pobjegne od kuće, ali on ju vrati te se doista iskreno zaljubi u nju. Ipak, nju na kraju deportiraju u koncentracijski logor. Ivo je pronalazi i ulazi u logor. Pretuče stražara, bivšega kolegu Zvonka. Mladi par pokuša pobjeći u slobodu penjanjem preko žičane ograde. Međutim, stražari uključe električnu struju i oni pogibaju zajedno.

## Uloge
- Boris Dvornik - Ivo Vojnović
- Dušica Žegarac - Ruth Alkalaj
- Beba Lončar - Magda
- Dragan Milivojević - Zvonko
- Ervina Dragman - Ivina majka
- Branko Tatić - Ivin otac
- Mihajlo Kostić-Pljaka - Mladen

## Nagrade
- Nominacija za Oscara (najbolji strani film)
- Nominacija za Zlatnu palmu u Cannesu
- Velika Zlatna arena za najbolji film

## Kritike
Film je u svoje doba bio najveći uspjeh jugoslavenske i hrvatske studijske kinematografije, no s vremenskim odmakom uočljivi su problemi jer se suvremenom gledatelju, smatra kritičar Jurica Pavičić, on doima patetičnim, staromodno ekspresivnim i zastarjelim.
Film je 1961. godine bio prikazivan u njujorškom Carnegie Hall Cinema, a kritičar Jonas Mekas iz The Village Voice smatrao je da nije uvijek umjetnički uspješan jer je, u usporedbi s nekim filmovima slične tematike, previše provincijalan, s manjkom stila i imaginacije, iako je simpatično glumljen i suosjećajnog je narativa s ponekom poetičnom scenom.
U Bazi hrvatske kinematografije opisan je ovako: 
"Uz "Ne okreći se, sine (1956.)" Branka Bauera, "Deveti krug" najljepša je i najpotresnija ratna melodrama hrvatske, a vjerojatno i jugoslavenske kinematografije. Ugledni slovenski režiser France Štiglic sjajno je oblikovao priču o čistoj ljubavi koja se javlja u najstrašnijim uvjetima, izvrsno razvijajući narativni sloj djela te odlično tretirajući prostornost Zagreba koji je rijetko kad na filmu djelovao tako atmosferično (u tom smislu "Deveti krug" uz spomenuti "Ne okreći se, sine" i "Ponedjeljak ili utorak" Vatroslava Mimice jedan od 'najzagrebačkijih' igranih filmova hrvatske kinematografije). Dirljivosti filma velik su obol dali Boris Dvornik i beogradska debitantica Dušica Žegarac u glavnim ulogama, uvjerljivo tumačeći nevine i tragične ljubavnike."
Kritičar Damir Radić je zapisao: 
"Slovenac France Štiglic 1960. je u produkciji Jadran filma, prema scenariju Židovke Zore Dirnbach i s mladim hrvatsko-srpskim debitantskim parom Boris Dvornik – Dušica Žegarac, režirao “Deveti krug”, jedan od vrhunaca klasične naracije u nas. Film tematizira namješten brak Hrvata Ive i Židovke Rut, na kojem su inzistirali njegovi roditelji kako bi kćer uhićenih susjeda spasili od ustaškog pogroma. Isprva nezadovoljni Ivo s vremenom se zaljubi u dražesnu Rut, kao i ona u njega, pa namješteni brak prerasta u instituciju ljubavi, kako su to građanski, napose protestantski liberali uostalom i bili zamislili."

## Vanjske poveznice
- Deveti krug u internetskoj bazi filmova IMDb-a
- Deveti krug  Arhivirana inačica izvorne stranice od 9. siječnja 2011. (Wayback Machine) na Yugo media